# Trümmelbachwatervaltunnellift
De Trümmelbachwatervaltunnellift is technisch een kabelspoorweg met contragewicht, die sinds 24 mei 1913 toegang geeft tot de bovenste drie watervallen van de Trümmelbachwaterval. De lift werd gemaakt ter bezichtiging van de watervallen. De lift begint in het Lauterbrunnental, gemeente Lauterbrunnen in het Berner Oberland, Zwitserland, op een niveau onder de eerste waterval die op een hoogte van 835m in de beek valt, de weg bij de buurtschappen Trümmelbach en Sandbach ligt op een hoogte van 825 m.
De tunnellift zou 100 meter hoogte overwinnen bij een baanlengte van 105 meter, dit geeft een berekende helling van ca. 72 graden - dat is dus zeer steil -, maar de officiële website geeft 45 graden aan (seilbahnen.ch geeft 46 graden). De eerste baan liep over rails die aan de buitenzijde van de cabine waren bevestigd. Het contragewicht liep over rails onder de cabine. In 1964 is de wagen over een onderliggend spoor gaan lopen. Bij de derde generatie cabine zijn de wanden en het dak sinds 1983 opgebouwd met glas. Het contragewicht voor de cabine komt overeen met ongeveer 15 personen. Het contragewicht loopt nog steeds over zijn eigen spoor onder de cabine langs. De capaciteit is ongeveer 500 personen per uur.
Volgens andere gegevens is het hoogteverschil ook 71 meter en de lengte van de baan 98 meter, dus berekend gemiddeld ca. 43 graden, maar de lift zou starten op 819 meter hoogte. De data kloppen dus (nog) niet met elkaar. Het infoblok geeft de meest coherente waarden.
De naam Trümmelbachwatervaltunnellift is gebaseerd op de officiële website van de Trümmelbachwasserfälle, waar dit kabelspoor Tunnel-Lift wordt genoemd. Helaas zijn er weinig foto's van deze kabelspoorweg, omdat de baan zelf feitelijk alleen toegankelijk is voor onderhoud. Voor de gebruiker voelt dit kabelspoor aan als een gewone lift.